# James Mill
James Mill (6. dubna 1773 – 23. června 1836) byl skotský historik, ekonom a politický filozof. Byl jedním z hlavních představitelů tzv. klasické ekonomie. Byl otcem Johna Stuarta Milla, významného filozofa liberalismu. K jeho nejznámějším historickým pracím patří kniha The History of British India z roku 1818. Elements of Political Economy patří k základním kamenům jeho ekonomického díla. Nejuznávanější prací filozofickou byla kniha Analysis of the Phenomena of the Human Mind.
Mezi jeho nejvlivnější díla nepochybně patří History of British India (Historie Britské Indie), která pojednává o holistickém zavrhnutí a odmítnutí Indické kultury a civilizace. V rámci tohoto traktátu Mill rozdělil Indické dějiny do tří celků: období Hindu, Muslimské a Britské.

## Bibliografie

Elements of political economy, 1826

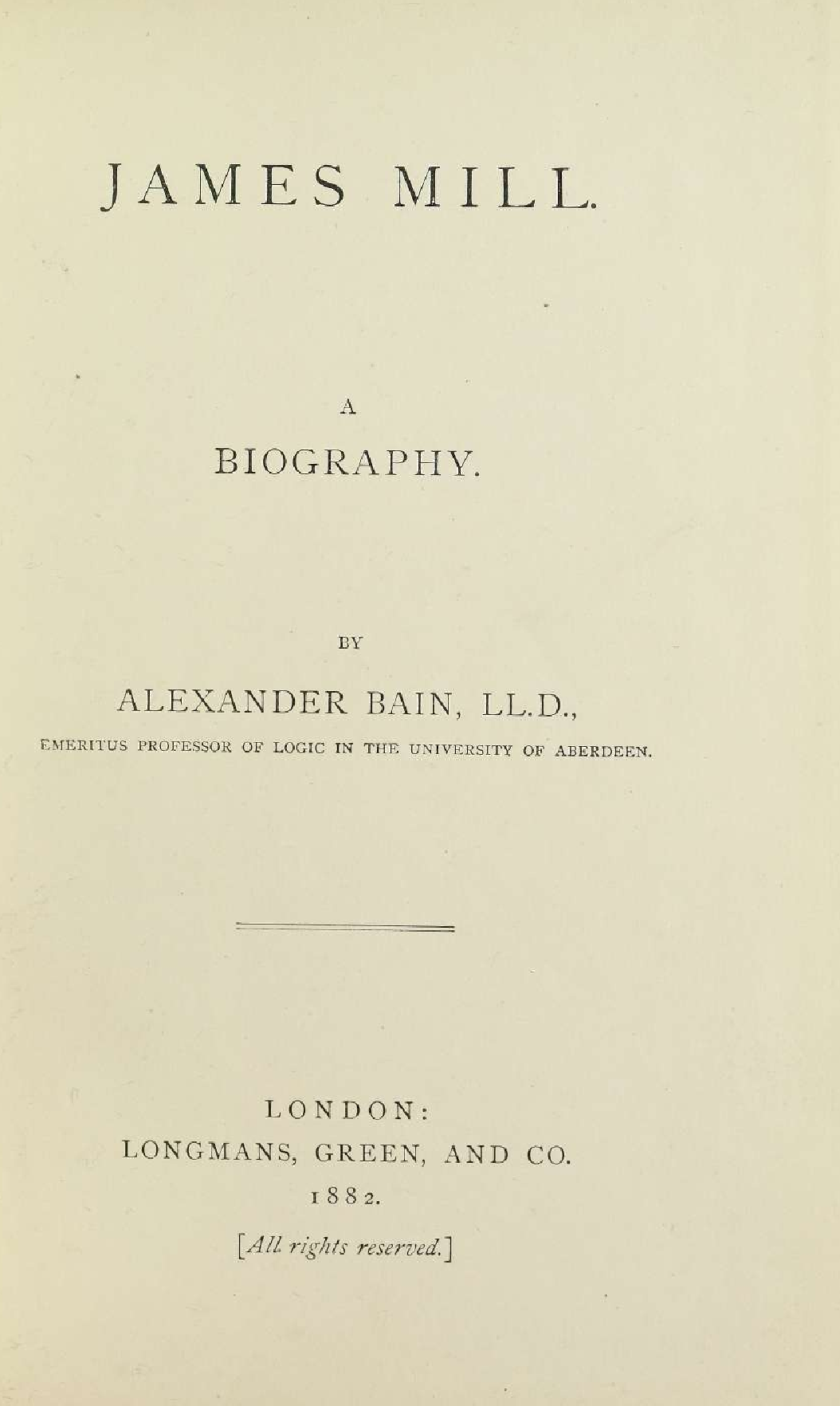
Alexander Bain, James Mill. A biography, 1882